# Mario Hezonja
Mario Hezonja (Dubrovnik, 25 de fevereiro de 1995) é um basquetebolista profissional croata, que atualmente joga na HEBA Basket e Euroliga pelo Panathinaikos. Draftado na quinta escolha do draft 2015 pelo Orlando Magic. O ídolo de Hezonja quando ele era jovem foi Dimitris Diamantidis.

## Estatísticas na NBA

### Temporada Regular
| Ano      | Equipe                 | PJ  | PT | MPJ  | AP   | 3P   | LL   | RT  | AS  | BR  | TO | PPJ |
| -------- | ---------------------- | --- | -- | ---- | ---- | ---- | ---- | --- | --- | --- | -- | --- |
| 2015-16  | Orlando Magic          | 79  | 9  | 17.9 | .433 | .349 | .907 | 2.2 | 1.4 | .5  | .2 | 6.1 |
| 2016-17  | Orlando Magic          | 65  | 2  | 14.8 | .355 | .299 | .800 | 2.2 | 1.0 | .5  | .2 | 4.9 |
| 2017-18  | Orlando Magic          | 75  | 30 | 22.1 | .442 | .337 | .819 | 3.7 | 1.4 | 1.1 | .4 | 9.6 |
| 2018–19  | New York Knicks        | 58  | 24 | 20.8 | .412 | .276 | .763 | 4.1 | 1.5 | 1.0 | .1 | 8.8 |
| 2019–20  | Portland Trail Blazers |     |    |      |      |      |      |     |     |     |    |     |
| Carreira |                        | 277 | 65 | 18.9 | .417 | .321 | .811 | 3.0 | 1.3 | .7  | .3 | 7.3 |